# Vytautas Mažiulis
Vytautas Mažiulis (Rokėnai, 20 augustus 1926 - Vilnius, 11 april 2009) was een Litouws taalkundige.
Mažiulis studeerde klassieke talen aan de universiteit van Vilnius in 1947–1952 en promoveerde in 1956 aan de Staatsuniversiteit van Moskou met een thesis over de Litouwse telwoorden. In 1955 begon hij te werken aan de universiteit van Vilnius en beztte er de leerstoel Litouws in 1968–1973.
Met Jonas Kazlauskas stichtte hij in 1965 het internationaal tijdschrift voor Baltische taalkunde, Baltistica. In 1970 werd Mažiulis lid van de "Litouwse Academie voor Wetenschappen", na de publicatie van een monografie over de verhouding tussen de Baltische talen en andere Indo-Europese talen. Hij was ook een specialist in het Oudpruisisch.

## Werken
- Relations of Baltic and other Indoeuropean languages (Vilnius, 1970)
- Prūsų kalbos paminklai ("Monumenten van het Pruisisch" Vilnius, t. I 1966, t. II 1981, Vilnius)
- Prūsų kalbos etimologijos žodynas ("Etymologisch woordenboek Pruisisch", 4 volumes, 1988-1997, Vilnius)
- Prūsų kalbos istorinė gramatika ("Historische spraakkunst van het Pruisisch", Vilnius, 2004)
- Diachronische morfologie van de Slavische en Baltische talen (samen met V. Zhuraviev, 1978, in het Russisch)